# Pat Bianchi

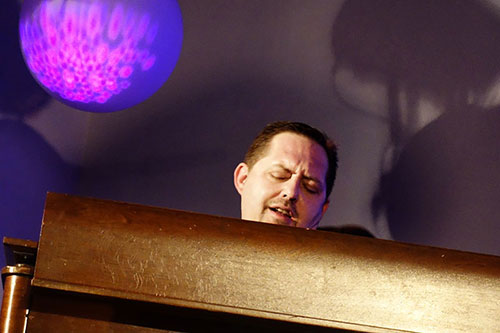
Pat Bianchi

Pat Bianchi (Rochester, 7 december 1975) is een Amerikaanse jazz-organist. Hij bespeelt voornamelijk een hammondorgel (B-3).
Bianchi speelt orgel vanaf zijn zevende. Toen hij elf was, had hij zijn eerste professionele optreden. In 1998 studeerde hij af aan Berklee College of Music, later volgde een studie aan de Universiteit van Colorado. Hij speelde in een club in Denver, waar hij musici en vocalisten als Red Holloway, Dakota Staton, Carl Fontana, Bud Shank en Conte Candoli begeleidde. Hij werkte met zijn idool Joey DeFrancesco, Lou Donaldson en bijvoorbeeld de drummers Alvin Queen en Ralph Peterson. Bianchi is gevestigd in New York.

## Discografie
als leider:
- East Coast Roots, Jazzed Media, 2006
- Back Home, Doodlin Records, 2010